# میهو کاننو
میهو کاننو (انگلیسی: Miho Kanno؛ زادهٔ ۲۲ اوت ۱۹۷۷) هنرپیشه و خواننده ژاپنی است. وی از سال ۱۹۹۲ میلادی تاکنون مشغول فعالیت بوده است.
از فیلم‌هایی که وی در آن نقش داشته است، می‌توان به عروسک‌ها اشاره کرد.